# Herb gminy Nowa Brzeźnica
Herb gminy Nowa Brzeźnica – symbol gminy Nowa Brzeźnica.

## Wygląd i symbolika
Herb przedstawia na tarczy w polu srebrnym czerwony ceglany mur obronny z bramą i trzema wieżami zwieńczonymi blankami. Jest to nawiązanie do historycznego herbu Nowej Brzeźnicy i posiadanych przez nią praw miejskich. 